# Значимость (лингвистика)
Зна́чимость — в семиотике и языкознании: отношение знака к другим знакам в рамках языковой системы. С точки зрения Ф. де Соссюра, предложившего понятие значимости, значимость определяется противопоставлением данного знака другим, их взаимоограничением: так, рус. баран и фр. mouton совпадают по значению, но неодинаковы по значимости, так как русское слово ограничено в употреблении лексемой баранина 'мясо барана', а во французском языке в таком значении также используется mouton.

Система значимостей по Ф. де Соссюру

Поскольку значимость языковой единицы определяется «дифференциально», «отрицательно», через ограничение, в рамках полагаемых другими единицами границ допускается свобода варьирования единицы: допустимы варианты и отклонения в произнесении звуков, начертании графем, если они не влекут за собой смешения противопоставленных в системе единиц.
Взаимодействие значимостей имеет место на различных уровнях языка, существуя как в лексике, так и в системе словоизменения: к примеру, в языках, имеющих формы двойственного числа, значимость граммемы множественного числа отличается от значимости соответствующей единицы в прочих языках.

## Знак и буква в славянской грамматике
Задолго до Ф. де Соссюра русский учёный и поэт В. К. Тредиаковский в «Разговоре об ортографии» (1748) отметил, «во-первых, двусторонность языкового знака, а во-вторых, произвольность и условность формы языковой единицы по отношению к её содержанию („по произволению… по обшчему всего какoво нибудь народа согласию“), — отмечают Ю. В. Сложеникина и А. В. Растягаев . — А ведь еще М. Смотрицкий в „Грамматике“ не различал понятия звука и буквы, определяя букву по античной традиции как „речения часть нераздельную“. Причину такого неразличения следует искать в кирилло-мефодиевских принципах создания славянской азбуки. Славянская письменность изначально создавалась как фонемографическая, то есть каждая буква предназначалась для записи определенного звука, лучше сказать, фонемы. Поэтому при описании фонетики церковно-славянского языка не возникало необходимости отличать буквы от звуков. Более ранняя латинская графика как на уровне отдельного слова, так и языка в целом характеризовалась несовпадением числа звуков и букв. Такое положение дел стало причиной раннего разграничения звука и буквы в западноевропейской фонетической традиции и их отождествления в русской».